# Karim Benzema
Karim Mostafa Benzema (ur. 19 grudnia 1987 w Lyonie) – francuski piłkarz pochodzenia algierskiego, występujący na pozycji napastnika w saudyjskim klubie Al-Ittihad. W latach 2007–2015 i 2021–2022 reprezentant Francji. Srebrny medalista mistrzostw świata 2022. Laureat Złotej Piłki w 2022.
Benzema występował we wszystkich juniorskich zespołach Olympique Lyon. W pierwszej drużynie zadebiutował w 2005, a z każdym kolejnym rokiem umacniał swoją pozycję w zespole. Z klubem czterokrotnie triumfował w Ligue 1, a w sezonie 2007/2008 został królem strzelców rozgrywek. W lidze wystąpił 112 razy, zdobywając 43 bramki. W 2009 za sumę 35 milionów euro przeszedł do Realu Madryt, z którym zdobył 24 trofea. Benzema to drugi najskuteczniejszy strzelec w historii „Królewskich”. Pięciokrotny zdobywca Ligi Mistrzów UEFA z Realem Madryt w sezonach 2013/2014, 2015/2016, 2016/2017, 2017/2018 i 2021/2022.
Pierwsze kroki w reprezentacji Francji stawiał w drużynach młodzieżowych. W 2004 z kadrą U-17 zdobył mistrzostwo Europy. W dorosłej kadrze zadebiutował w 2007. Z reprezentacją wystąpił na mistrzostwach Europy 2008, 2012, 2020 i mistrzostwach świata 2014.

## Kariera klubowa

### Dzieciństwo i początki kariery
Benzema urodził się i mieszkał w Lyonie, lecz jego rodzice przybyli do Francji z północnej Algierii, z krainy Kabylia. Ojciec Hafid pracował w merostwie w Villeurbanne, a matka Malika była przedszkolanką. Ma ośmioro rodzeństwa. Dziadek, Da Lakehal Benzema, w latach pięćdziesiątych dwudziestego wieku emigrował z algierskiego miasta Beni Djellil do Lyonu. Piłkarz wychowywał się w dzielnicy Bron. Pierwszym klubem Francuza była ekipa AS Bers Villeurbanne W 1996 przeszedł do Bron Terraillon. W 1997 swoją grą zaimponował skautom Olympique Lyon i w wieku 9 lat dołączył do akademii oraz zamieszkał w klubowym internacie. Zanim przeszedł do Olympique, uczył się w prywatnej szkole St Louis-St Bruno, a dopiero potem w centrum szkoleniowym klubu. W 1997 z drużyną juniorów zwyciężył w rozgrywkach o Puchar Francji. W krótkim czasie stał się kluczowym zawodnikiem młodzieżowych zespołów, w jednym z sezonów, gdy występował w drużynie U-16, zdobył 38 bramek. Z uwagi na dobrą grę, trener Paul Le Guen włączył zawodnika do pierwszej drużyny.
Zadebiutował 15 stycznia 2005 w wygranym 2:0 meczu ligowym z FC Metz, wchodząc na boisko w 77. minucie. Asystował przy drugiej bramce, strzelonej przez Bryana Bergougnouxa. Pięć dni później, w wieku 17 lat, podpisał swój pierwszy profesjonalny kontrakt, wiążąc się z klubem na okres trzech lat. W sezonie 2004/2005 rozegrał w sumie sześć spotkań i zwyciężył z klubem w rozgrywkach. W tym samym sezonie zdobył również z drużyną U-18 mistrzostwo w tej kategorii wiekowej.

### Olympique Lyon

#### 2005/2006 i 2006/2007
W nowym sezonie trener Gérard Houllier wystawiał Benzemę na skrzydle. W marcu w wygranym 3:1 meczu z AC Ajaccio strzelił swoją pierwszą bramkę w lidze. 6 grudnia 2005 zadebiutował w Lidze Mistrzów, w zakończonym zwycięstwem 2:1 spotkaniu z Rosenborgiem Trondheim, w którym to w 33. minucie wpisał się na listę strzelców. Olympique zdobyło mistrzostwo Francji, a Benzema wystąpił w 13 meczach i strzelił jednego gola.
W kolejnych rozgrywkach nowy szkoleniowiec Claude Puel dawał zawodnikowi coraz więcej szans gry. Pierwszego gola w rozgrywkach zdobył w wygranym 3:1 wyjazdowym meczu z FC Nantes. W Lidze Mistrzów w obu zwycięskich meczach strzelił dwie bramki, przy czym gol w spotkaniu z Dynamem Kijów dał drużynie zwycięstwo. Najczęściej wchodził na boisko jako zmiennik, a łącznie wystąpił w 21 spotkaniach, w których zdobył pięć bramek. Francuski klub obronił obydwa wywalczone przed rokiem tytuły.

#### 2007/2008
W sezonie 2007/08 po odejściu z klubu takich piłkarzy jak Florent Malouda, John Carew i Sylvain Wiltord 19-letni Benzema otrzymał koszulkę z numerem „10” i zaczął odgrywać w zespole znaczącą rolę. Dobry kontakt z nowym trenerem Alainem Perrinem miał wpływ na formę zawodnika, który w 51 meczach wpisał się na listę strzelców 31 razy, będąc tym samym najskuteczniejszym w zespole. W rozgrywkach ligowych zdobył 20 bramek, cztery gole strzelił w Lidze Mistrzów, w Pucharze Ligi raz pokonał bramkarza, zaś w Pucharze Francji trafił sześciokrotnie, przyczyniając się do wywalczenia pierwszego w historii klubu dubletu. Jednymi z jego najlepszych występów w tym sezonie były spotkania z Metz, w którym to strzelił hat-tricka oraz z AS Saint-Étienne, kiedy to w 90. minucie doprowadził do remisu, zaś jego gol w potyczce z RC Lens został wybrany przez kibiców na Bramkę Sezonu w lidze. Po otrzymaniu piłki od Nadira Belhadjego, biegnący lewym skrzydłem Benzema został otoczony przez dwóch zawodników Lens, Yohana Demonta i Fabiena Laurentiego. By uniknąć przekroczenia bocznej linii boiska, ominął Laurentiego zwodem, a ten stracił równowagę. Będąc w rogu pola karnego, oddał mocny strzał, pokonując Vedrana Runje.
W rozegranym w ramach Ligi Mistrzów wyjazdowym spotkaniu z Rangers dwukrotnie trafił do siatki, przyczyniając się do zwycięstwa 3:0, dającego awans do kolejnej rundy rozgrywek. W tejże fazie przeciwnikiem Lyonu był Manchester United. Benzema kontynuował passę strzelecką. W 54. minucie meczu, będąc otoczonym przez pięciu graczy angielskiego klubu, zdobył bramkę zza pola karnego. Spotkanie zakończyło się remisem 1:1, a w rewanżu Manchester zwyciężył 1:0, eliminując Lyon z rozgrywek. Trener Sir Alex Ferguson oraz zawodnicy angielskiej drużyny chwalili Benzemę za występ.
Francuzem zaczęły interesować się takie kluby, jak Manchester United, Inter Mediolan i Real Madryt. Sam Benzema stwierdził: „Liga angielska nie jest moim marzeniem. Wolałbym spróbować sił we Włoszech lub Hiszpanii”. Jako że piłkarz od dziecka jest kibicem madryckiego klubu, dziennikarze spekulowali, że Benzema przejdzie do Realu. Mimo to 13 marca 2008 Benzema prolongował nowy kontrakt z Olympique, wiążący go z klubem do 2013 z możliwością przedłużenia umowy o kolejny rok. Tym samym stał się jednym z najlepiej opłacanych piłkarzy we Francji. W uznaniu za dobrą formę został wybrany Piłkarzem Roku w kraju, znalazł się w Drużynie Roku oraz zwyciężył w klasyfikacji strzelców. Znalazł się na liście nominowanych w plebiscycie France Football na najlepszego piłkarza Europy, którego zwycięzcą okazał się Cristiano Ronaldo.

#### 2008/2009

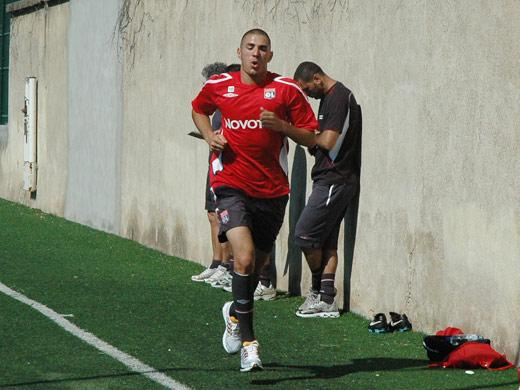
Benzema podczas treningu Olympique Lyon.

Benzema udanie rozpoczął nowy sezon, zdobywając w meczu otwarcia przeciwko Toulouse FC dwie bramki. Na przestrzeni kolejnych trzech tygodni, strzelał gole w meczach z Grenoble Foot 38, Saint-Étienne oraz z OGC Nice, kiedy to w doliczonym czasie gry wykorzystał rzut karny, dający Lyonowi zwycięstwo 3:2. Prezydent Olympique, Jean-Michel Aulas zdementował spekulacje prasowe, łączące zawodnika z innymi klubami, zapewniając, że piłkarz nie jest na sprzedaż.
W wygranym 2:0 meczu z FC Sochaux-Montbéliard uzyskał siódme trafienie w sezonie. Tydzień później otworzył wynik spotkania w zwycięskiej 2:0 potyczce z Le Mans. W Lidze Mistrzów z pięcioma zdobytymi bramkami w meczach ze Steauą Bukareszt, ACF Fiorentina oraz ze zwycięzcą grupy, Bayernem Monachium był jednym z najlepszych strzelców w rozgrywkach grupowych.
W trzech pierwszych meczach po przerwie zimowej, Benzema nie zdobył żadnej bramki, przełamał się jednak w wygranym 3:1 meczu z Nice. Dwa tygodnie później strzelił swojego dwunastego gola w lidze w wygranym 2:0 meczu z AS Nancy. W następnych dziewięciu spotkaniach Lyon odniósł cztery porażki, trzykrotnie zremisował, zwyciężył dwa razy, zaś Benzema zdobywał bramki w wygranych meczach, w tym dwie w meczu z Le Mans. W związku ze słabą formą zespołu Lyon stracił pozycję lidera w lidze i ostatecznie zajął w ligowej tabeli trzecie miejsce, kończąc tym samym swą passę siedmiu wywalczonych tytułów mistrzowskich z rzędu.
Pomimo utraty przez klub tytułu Benzema regularnie wpisywał się na listę strzelców, zdobywając swoją 15. i 16. bramkę w wygranym 3:1 wyjazdowym meczu z Olympique Marsylia. Ostatniego, 17. gola w sezonie strzelił 24 maja w zwycięskim 3:1 spotkaniu przeciwko SM Caen, zajmując tym samym trzecie miejsce w klasyfikacji najlepszych strzelców rozgrywek. Łącznie w sezonie strzelił 23 bramki (17 w lidze, 5 w Lidze Mistrzów i jedno trafienie w Pucharze Francji).

### Real Madryt
1 lipca 2009 ogłoszono, że francuski klub doszedł do porozumienia w sprawie transferu Benzemy do Realu Madryt. Ustalona kwota, 35 milionów euro, w razie sukcesów hiszpańskiej drużyny może ulec zwiększeniu do 41 milionów euro. 9 lipca Francuz pomyślnie przeszedł testy medyczne i podpisał sześcioletni kontrakt z klubem. Późnym wieczorem tego samego dnia na Estadio Santiago Bernabéu został zaprezentowany jako nowy gracz Realu, zaś na prezentacji stawiło się 15 tysięcy osób. Po raz pierwszy w barwach klubu wystąpił 20 lipca w wygranym 1:0 meczu towarzyskim z Shamrock Rovers, zdobywając w 88. minucie zwycięską bramkę. 29 sierpnia rozegrał swój premierowy mecz w lidze, zakończony zwycięstwem Realu nad Deportivo La Coruña 3:2. W pierwszym sezonie w barwach „Królewskich” Francuz strzelił 9 goli dla Realu Madryt w oficjalnych rozgrywkach. 8 grudnia 2010 w meczu przeciwko AJ Auxerre zdobył swojego pierwszego hat-tricka w Lidze Mistrzów. Został wówczas trzecim graczem w historii, który dokonał tego czynu w tych rozgrywkach. Benzema razem z Raúlem jest drugim najlepszym strzelcem Realu Madryt w lidze w historii klubu. Francuz zajmuje szóste miejsce pod względem ilości występów w Realu Madryt. Z ekipą „Królewskich” zdobył 25 trofeów. Najwięcej w historii i tyle samo co Marcelo (25). 4 czerwca 2023 Real Madryt poinformował, iż Karim Benzema nie przedłuży kontraktu, który wygasa po tym sezonie. Tego dnia Benzema rozegrał swój ostatni mecz w barwach Realu, w ostatniej kolejce ligi hiszpańskiej przeciwko Athleticowi Bilbao, w którym wykorzystał rzut karny doprowadzający do remisu 1:1.

### Al-Ittihad
Karim Benzema 6 czerwca 2023 podpisał kontrakt z saudyjskim Al-Ittihad Club, do którego oficjalnie przeszedł 1 lipca, po wygaśnięciu kontraktu z Realem Madryt.

## Kariera reprezentacyjna

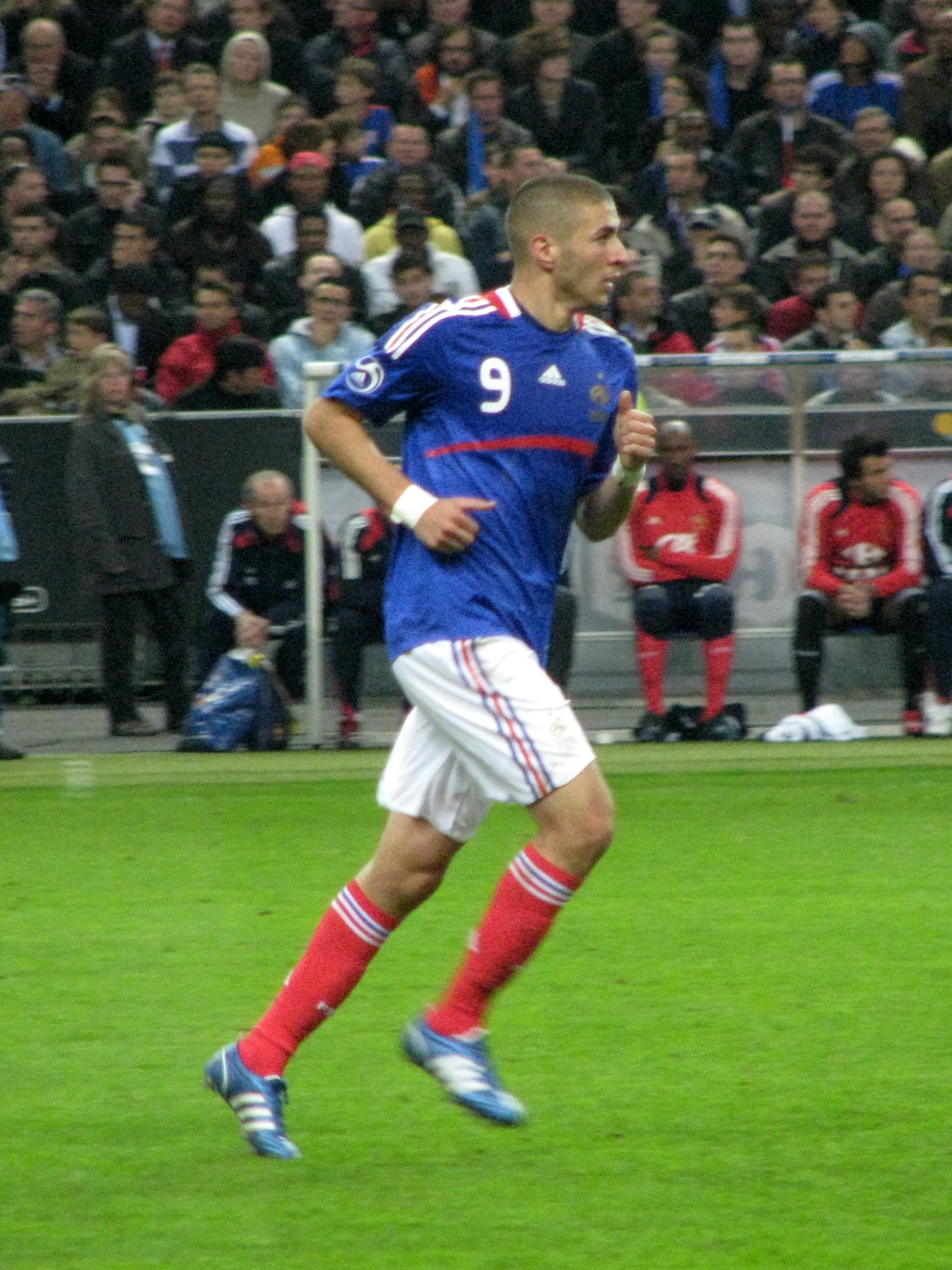
Benzema w meczu reprezentacji.

Benzema reprezentował Francję we wszystkich drużynach młodzieżowych. W 2004 zwyciężył z zespołem U-17 w mistrzostwach Europy U-17, co było pierwszym triumfem Francji w tej kategorii wiekowej. W drużynie prowadzonej przez Philippe’a Bergero występował z przyszłymi partnerami z dorosłej kadry, takimi jak Samir Nasri, Hatem Ben Arfa czy Jérémy Ménez. Był wówczas rezerwowym. Drużyna nazywana była „Pokoleniem’ 87". Tę ekipę uważano za bardzo zdolną, lecz ostatecznie uznano ją za „straconą generację”. W grudniu 2006 otrzymał powołanie do reprezentacji Algierii, jednak odrzucił je, mówiąc później: „Algieria jest krajem moich rodziców i zajmuje specjalne miejsce w mym sercu, jednak od zawsze chciałem grać tylko dla Francji”.
W październiku 2006 selekcjoner Raymond Domenech powołał Benzemę na towarzyskie spotkanie z Grecją, lecz piłkarz doznał kontuzji uda, która wykluczyła go z gry na dwa miesiące. 28 marca 2007 zadebiutował w reprezentacji Francji w wygranym 1:0 meczu z Austrią, wchodząc na boisko po przerwie i po podaniu Samira Nasriego zdobywając zwycięską bramkę. Kolejne dwa gole strzelił w wygranym 6:0 spotkaniu z Wyspami Owczymi.
Został powołany do kadry na mistrzostwa Europy 2008. Pierwszy mecz przeciwko Rumunii zakończył się bezbramkowym remisem, a Benzema został zmieniony w drugiej połowie spotkania. W kolejnej potyczce z Holandią nie pojawił się na boisku, a Francja przegrała 1:4. W ostatnim meczu grupowym wystąpił w pierwszym składzie, lecz Francuzi przegrali 0:2 z Włochami, odpadając tym samym z turnieju. Piłkarz grał z numerem „10” na koszulce.
Benzema nie został powołany przez Raymonda Domenecha do szerokiej kadry Francji na mistrzostwa świata w RPA. Za to na mistrzostwach świata w Brazylii był podstawowym zawodnikiem reprezentacji Francji. W pierwszym meczu na tych mistrzostwach z Hondurasem oficjalnie strzelił 2 bramki a trzecia bramka została zaliczona jako gol samobójczy bramkarza przeciwników.
W 2015 został usunięty z reprezentacji Francji z powodu udziału w szantażu na koledze z kadry Mathieu Valbueny.
W 2021 kibice reprezentacji Francji zaczęli domagać się jego powołania do kadry z powodu wysokiej formy W maju 2021 został powołany przez Didiera Deschampsa na mecze z Walią i Bułgarią. Dostał również powołanie na pierwsze od 2008 mistrzostwa Europy. Na Euro 2020 Benzema strzelił 4 gole (po 2 w trzecim meczu grupowym z Portugalią i 2 w 1/8 finału ze Szwajcarią). W październiku 2021 roku Benzema wraz z kolegami z kadry wygrał Ligę Narodów. W spotkaniu półfinałowym oraz finałowym Francuz strzelił po jednym golu. Jest piątym najskuteczniejszym graczem w historii reprezentacji Francji.
W 2022 został powołany do ścisłej kadry reprezentacji Francji na mistrzostwa świata 2022 w Katarze. Z turnieju wykluczyła go kontuzja, której nabawił się w trakcie zgrupowania przed mistrzostwami. Ze względu na zatwierdzenie list zawodników przez FIFA formalnie znajdował się w składzie na turniej do samego końca. Reprezentacja Francji na mistrzostwach zdobyła srebrny medal, ulegając w finale po rzutach karnych reprezentacji Argentyny, a Karim Benzema pomimo nieobecności w Katarze został wicemistrzem świata.

## Styl gry
Najczęściej porównywany jest do innych francuskich napastników, takich jak Thierry Henry, David Trezeguet, Nicolas Anelka oraz Djibril Cissé. Dyrektor generalny Olympique, Marino Faccioli stwierdził: „Benzema przypomina mi Ronaldo z jego najlepszych lat”. Sam zawodnik przyznaje w wywiadach, że właśnie na nim się wzoruje. W mniejszym stopniu naśladuje innych swoich idoli, Bernarda Lacombe oraz Sonny’ego Andersona.
Francuza charakteryzuje obunożność, dobra technika, dynamika i siła, dzięki czemu z powodzeniem potrafi walczyć w otoczeniu wielu obrońców. Często schodzi z boków boiska do środka, by potem oddać mocny strzał. Sam określił się jako „snajper w każdym calu” oraz jako „9” (napastnik) z duszą „10” (ofensywnego pomocnika).

## Kontrowersje
Benzema krytykowany był przez dziennikarzy za swoją arogancką i samolubną grę. Podczas pięciu lat gry w pierwszej drużynie Lyonu zaliczył 13 asyst. Zmieniło to się w Realu Madryt, gdzie często uczestniczy w konstruowaniu akcji.
Ponadto według dziennikarzy, w 2008 Francuz żądał otrzymania w kadrze numeru „10” na koszulce, zajętego wówczas przez Sidneya Govou. Za bardziej wiarygodną uchodzi jednak wersja, że chcieli tak sponsorzy reprezentacji w celu zwiększenia zysków ze sprzedaży trykotu, gdyż z tym numerem grał niegdyś w kadrze Zinédine Zidane, do którego Benzema był wielokrotnie porównywany.
Benzema wraz z innym francuskim piłkarzem, Franckiem Ribérym zamieszany jest w aferę seksualną z udziałem nieletniej Zahii Dehar oraz w próbę szantażu kolegi z reprezentacji Mathieu Valbueny. W procesie Benzema został skazany na rok więzienia w zawieszeniu oraz 75 000 euro grzywny.
Krytykowany jest również za zdeklarowane nieśpiewanie francuskiego hymnu narodowego przed meczami reprezentacji.

## Statystyki

### Klubowe
Aktualne na 10 listopada 2023.
| Klub               | Sezon              | Liga  | Liga   | Puchar | Puchar | Międzynarodowe | Międzynarodowe | Inne  | Inne   | Suma  | Suma   |
| Klub               | Sezon              | Mecze | Bramki | Mecze  | Bramki | Mecze          | Bramki         | Mecze | Bramki | Mecze | Bramki |
| ------------------ | ------------------ | ----- | ------ | ------ | ------ | -------------- | -------------- | ----- | ------ | ----- | ------ |
| Olympique Lyon B   | 2004/05            | 11    | 10     | –      | –      | –              | –              | –     | –      | 11    | 10     |
| Olympique Lyon B   | 2005/06            | 9     | 5      | –      | –      | –              | –              | –     | –      | 9     | 5      |
| Olympique Lyon B   | Łącznie            | 20    | 15     | 0      | 0      | 0              | 0              | 0     | 0      | 20    | 15     |
| Olympique Lyon     | 2004/05            | 6     | 0      | 0      | 0      | 0              | 0              | –     | –      | 6     | 0      |
| Olympique Lyon     | 2005/06            | 13    | 1      | 2      | 2      | 1              | 1              | –     | –      | 16    | 4      |
| Olympique Lyon     | 2006/07            | 21    | 5      | 2      | 0      | 3              | 2              | 1     | 1      | 27    | 8      |
| Olympique Lyon     | 2007/08            | 36    | 20     | 8      | 7      | 7              | 4              | 1     | 0      | 52    | 31     |
| Olympique Lyon     | 2008/09            | 36    | 17     | 2      | 1      | 8              | 5              | 1     | 0      | 47    | 23     |
| Olympique Lyon     | Łącznie            | 112   | 43     | 14     | 10     | 19             | 12             | 3     | 1      | 148   | 66     |
| Real Madryt        | 2009/10            | 27    | 8      | 1      | 0      | 5              | 1              | –     | –      | 33    | 9      |
| Real Madryt        | 2010/11            | 33    | 15     | 7      | 5      | 8              | 6              | –     | –      | 48    | 26     |
| Real Madryt        | 2011/12            | 34    | 21     | 5      | 3      | 11             | 7              | 2     | 1      | 52    | 32     |
| Real Madryt        | 2012/13            | 30    | 11     | 8      | 4      | 10             | 5              | 2     | 0      | 50    | 20     |
| Real Madryt        | 2013/14            | 35    | 17     | 6      | 2      | 11             | 5              | –     | –      | 52    | 24     |
| Real Madryt        | 2014/15            | 29    | 15     | 3      | 0      | 9              | 6              | 5     | 1      | 46    | 22     |
| Real Madryt        | 2015/16            | 27    | 24     | 0      | 0      | 9              | 4              | –     | –      | 36    | 28     |
| Real Madryt        | 2016/17            | 29    | 11     | 3      | 1      | 13             | 5              | 3     | 2      | 48    | 19     |
| Real Madryt        | 2017/18            | 32    | 5      | 1      | 1      | 9              | 5              | 5     | 1      | 47    | 12     |
| Real Madryt        | 2018/19            | 36    | 21     | 6      | 4      | 8              | 4              | 3     | 1      | 53    | 30     |
| Real Madryt        | 2019/20            | 37    | 21     | 3      | 1      | 8              | 5              | –     | –      | 48    | 27     |
| Real Madryt        | 2020/21            | 34    | 23     | 1      | 0      | 10             | 6              | 1     | 1      | 46    | 30     |
| Real Madryt        | 2021/22            | 32    | 27     | 0      | 0      | 12             | 15             | 2     | 2      | 46    | 44     |
| Real Madryt        | 2022/23            | 24    | 19     | 5      | 4      | 10             | 4              | 4     | 4      | 43    | 31     |
| Real Madryt        | Łącznie            | 439   | 238    | 49     | 25     | 133            | 78             | 27    | 13     | 648   | 354    |
| Al-Ittihad Club    | 2023/24            | 11    | 8      | 1      | 1      | 1              | 0              | 4     | 3      | 17    | 12     |
| Łącznie w karierze | Łącznie w karierze | 582   | 304    | 64     | 36     | 153            | 90             | 34    | 17     | 833   | 447    |

### Reprezentacyjne
| Reprezentacja | Sezon   | Mecze | Gole |
| ------------- | ------- | ----- | ---- |
| Francja       | 2007    | 8     | 3    |
| Francja       | 2008    | 11    | 2    |
| Francja       | 2009    | 8     | 3    |
| Francja       | 2010    | 5     | 3    |
| Francja       | 2011    | 10    | 2    |
| Francja       | 2012    | 12    | 2    |
| Francja       | 2013    | 10    | 3    |
| Francja       | 2014    | 13    | 7    |
| Francja       | 2015    | 4     | 2    |
| Francja       | 2021    | 13    | 9    |
| Francja       | 2022    | 3     | 1    |
| Ogólnie       | Ogólnie | 97    | 37   |

### Gole w reprezentacji
| Lp. | Data                 | Miejsce                                                      | Przeciwnik           | Gol   | Wynik | Rozgrywki                              |
| --- | -------------------- | ------------------------------------------------------------ | -------------------- | ----- | ----- | -------------------------------------- |
| 1.  | 28 marca 2007        | Stade de France, Saint-Denis, Francja                        | Austria              | 1 – 0 | 1 – 0 | Mecz towarzyski                        |
| 2.  | 13 października 2007 | Tórsvøllur, Tórshavn, Wyspy Owcze                            | Wyspy Owcze          | 0 – 3 | 0 – 6 | Eliminacje do mistrzostw Europy 2008   |
| 3.  | 13 października 2007 | Tórsvøllur, Tórshavn, Wyspy Owcze                            | Wyspy Owcze          | 0 – 5 | 0 – 6 | Eliminacje do mistrzostw Europy 2008   |
| 4.  | 20 sierpnia 2008     | Ullevi, Göteborg, Szwecja                                    | Szwecja              | 1 – 1 | 2 – 3 | Mecz towarzyski                        |
| 5.  | 14 października 2008 | Stade de France, Saint-Denis, Francja                        | Tunezja              | 3 – 1 | 3 – 1 | Mecz towarzyski                        |
| 6.  | 5 czerwca 2009       | Stade Gerland, Lyon, Francja                                 | Turcja               | 1 – 0 | 1 – 0 | Mecz towarzyski                        |
| 7.  | 10 października 2009 | Stade du Roudourou, Guingamp, Francja                        | Wyspy Owcze          | 5 – 0 | 5 – 0 | Eliminacje do mistrzostw świata 2010   |
| 8.  | 14 października 2009 | Stade de France, Saint-Denis, Francja                        | Austria              | 1 – 0 | 3 – 1 | Eliminacje do mistrzostw świata 2010   |
| 9.  | 7 września 2010      | Asim Ferhatović Hase Stadion, Sarajewo, Bośnia i Hercegowina | Bośnia i Hercegowina | 0 – 1 | 0 – 2 | Eliminacje do mistrzostw Europy 2012   |
| 10. | 12 października 2010 | Stade Saint-Symphorien, Metz, Francja                        | Luksemburg           | 1 – 0 | 2 – 0 | Eliminacje do mistrzostw Europy 2012   |
| 11. | 17 listopada 2010    | Wembley, Londyn, Anglia                                      | Anglia               | 0 – 1 | 1 – 2 | Mecz towarzyski                        |
| 12. | 9 lutego 2011        | Stade de France, Saint-Denis, Francja                        | Brazylia             | 1 – 0 | 1 – 0 | Mecz towarzyski                        |
| 13. | 2 września 2011      | Qemal Stafa, Tirana, Albania                                 | Albania              | 0 – 1 | 1 – 2 | Eliminacje do mistrzostw Europy 2012   |
| 14. | 5 czerwca 2012       | Stade Le Mans, Le Mans, Francja                              | Estonia              | 2 – 0 | 4 – 0 | Mecz towarzyski                        |
| 15. | 5 czerwca 2012       | Stade Le Mans, Le Mans, Francja                              | Estonia              | 3 – 0 | 4 – 0 | Mecz towarzyski                        |
| 16. | 11 października 2013 | Parc De Princes, Paryż, Francja                              | Australia            | 6 – 0 | 6 – 0 | Mecz towarzyski                        |
| 17. | 15 października 2013 | Stade de France, Saint-Denis, Francja                        | Finlandia            | 3 – 0 | 3 – 0 | Eliminacje do mistrzostw świata 2014   |
| 18. | 19 listopada 2013    | Stade de France, Saint-Denis, Francja                        | Ukraina              | 2 – 0 | 3 – 0 | Eliminacje do mistrzostw świata 2014   |
| 19. | 5 marca 2014         | Stade de France, Saint-Denis, Francja                        | Holandia             | 1 – 0 | 2 – 0 | Mecz towarzyski                        |
| 20. | 8 czerwca 2014       | Stade Pierre-Mauroy, Lille, Francja                          | Jamajka              | 3 – 0 | 8 – 0 | Mecz towarzyski                        |
| 21. | 8 czerwca 2014       | Stade Pierre-Mauroy, Lille, Francja                          | Jamajka              | 5 – 0 | 8 – 0 | Mecz towarzyski                        |
| 22. | 15 czerwca 2014      | Estádio Beira-Rio, Porto Alegre, Brazylia                    | Honduras             | 1 – 0 | 3 – 0 | Mistrzostwa Świata w Piłce Nożnej 2014 |
| 23. | 15 czerwca 2014      | Estádio Beira-Rio, Porto Alegre, Brazylia                    | Honduras             | 3 – 0 | 3 – 0 | Mistrzostwa Świata w Piłce Nożnej 2014 |
| 24. | 20 czerwca 2014      | Itaipava Arena Fonte Nova, Salvador, Brazylia                | Szwajcaria           | 4– 0  | 5–2   | Mistrzostwa Świata w Piłce Nożnej 2014 |
| 25. | 11 października 2014 | Stade de France, Paryż, Francja                              | Portugalia           | 1– 0  | 2–1   | Mecz towarzyski                        |
| 26. | 8 października 2015  | Allianz Riviera, Nicea, Francja                              | Armenia              | 3 – 0 | 4–0   | Mecz towarzyski                        |
| 27. | 8 października 2015  | Allianz Riviera, Nicea, Francja                              | Armenia              | 4– 0  | 4–0   | Mecz towarzyski                        |
| 28. | 23 czerwca 2021      | Puskás Aréna, Budapeszt, Węgry                               | Portugalia           | 1–1   | 2–2   | Mistrzostwa Europy w Piłce Nożnej 2020 |
| 29. | 23 czerwca 2021      | Puskás Aréna, Budapeszt, Węgry                               | Portugalia           | 2–1   | 2–2   | Mistrzostwa Europy w Piłce Nożnej 2020 |
| 30. | 28 czerwca 2021      | Arena Națională, Bukareszt, Rumunia                          | Szwajcaria           | 1–1   | 3–3   | Mistrzostwa Europy w Piłce Nożnej 2020 |
| 31. | 28 czerwca 2021      | Arena Națională, Bukareszt, Rumunia                          | Szwajcaria           | 2–1   | 3–3   | Mistrzostwa Europy w Piłce Nożnej 2020 |
| 32. | 7 października 2021  | Allianz Stadium, Turyn, Włochy                               | Belgia               | 2–1   | 2–3   | Liga Narodów UEFA (2020/2021)          |
| 33. | 10 października 2021 | Stadion Giuseppe Meazzy, Mediolan, Włochy                    | Hiszpania            | 1–1   | 1–2   | Liga Narodów UEFA (2020/2021)          |
| 34. | 13 listopada 2021    | Parc des Princes, Paryż, Francja                             | Kazachstan           | 4–0   | 8–0   | Eliminacje do mistrzostw świata 2022   |
| 35. | 13 listopada 2021    | Parc des Princes, Paryż, Francja                             | Kazachstan           | 5–0   | 8–0   | Eliminacje do mistrzostw świata 2022   |
| 36. | 16 listopada 2021    | Stadion Olimpijski w Helsinkach, Helsinki, Finlandia         | Finlandia            | 1–0   | 2–0   | Eliminacje do mistrzostw świata 2022   |
| 37. | 3 czerwca 2022       | Stade de France, Paryż, Francja                              | Dania                | 1–0   | 1–2   | Liga Narodów UEFA (2022/2023)          |

## Sukcesy

### Olympique Lyon
- Mistrzostwo Francji: 2004/2005, 2005/2006, 2006/2007, 2007/2008
- Puchar Francji: 2007/2008
- Superpuchar Francji: 2006, 2007

### Real Madryt
- Mistrzostwo Hiszpanii: 2011/2012, 2016/2017, 2019/2020, 2021/2022
- Puchar Króla: 2010/2011, 2013/2014, 2022/2023
- Superpuchar Hiszpanii: 2012, 2017, 2019/2020, 2021/2022
- Liga Mistrzów UEFA: 2013/2014, 2015/2016, 2016/2017, 2017/2018, 2021/2022
- Superpuchar Europy UEFA: 2014, 2016, 2017, 2022
- Klubowe mistrzostwo świata: 2014, 2016, 2017, 2018, 2022

### Francja
Mistrzostwa świata
- Wicemistrzostwo: 2022

Liga Narodów UEFA
- Mistrzostwo: 2020/2021

### Francja U-17
Mistrzostwa Europy U-17
- Mistrzostwo: 2004

### Indywidualne
- Król strzelców Ligue 1: 2007/2008 (20 goli)
- Król strzelców Primera División: 2021/2022 (27 goli)
- Król strzelców Pucharu Francji: 2007/2008 (6 goli)
- Król strzelców Superpucharu Hiszpanii: 2021/2022 (2 gole), 2022/2023 (2 gole)[c]
- Król strzelców Ligi Mistrzów UEFA: 2021/2022 (15 goli)
- Najlepszy asystent Ligi Mistrzów UEFA: 2011/2012 (5 asyst)[d]

### Wyróżnienia
- Złota Piłka „France Football”: 2022
- Piłkarz Roku UEFA: 2021/2022[88]
- Piłkarz roku we Francji: 2011, 2012, 2014, 2021[89]
- Piłkarz roku Ligue 1: 2008
- Bravo Award: 2008
- Onze d’Or: 2020/2021[90], 2021/2022[91]
- Najlepszy piłkarz Primera División: 2019/2020[92]
- Najlepszy francuski piłkarz grający poza Francją: 2019, 2021, 2022[93]
- Drużyna sezonu najmocniejszych lig w Europie według WhoScored: 2021/2022[94]
- Jedenastka roku Ligue 1: 2008
- Jedenastka roku według L’Équipe: 2021[95]
- Jedenastka rundy jesiennej według Goal.com: 2021/2022[96]

### Rekordy
- Najskuteczniejszy francuski zawodnik w historii Primera División: 230 goli
- Najskuteczniejszy francuski zawodnik w historii Realu Madryt, a także drugi najlepszy strzelec tego klubu: 341 goli
- Najskuteczniejszy francuski zawodnik w historii Ligi Mistrzów UEFA: 88 goli
- Najskuteczniejszy francuski zawodnik w historii piłki nożnej w klubowych barwach: 407 goli[e][97]
- Obcokrajowiec z największą liczbą występów w historii Realu Madryt: 629 meczów
- Pierwszy zawodnik w historii Ligi Mistrzów UEFA, który strzelił gola w 17. edycjach tych rozgrywek[f][98]
- Pierwszy francuski zawodnik z dwucyfrową liczbą goli w Lidze Mistrzów UEFA w jednym sezonie: 15 goli (2021/2022)[99]
- Pierwszy francuski zawodnik w historii piłki nożnej, który strzelił 400 goli w klubowych barwach we wszystkich rozgrywkach[100]
- Najbardziej utytułowany francuski zawodnik w historii Realu Madryt: 24 trofea
- Najstarszy strzelec hattricka w Lidze Mistrzów

## Życie prywatne
3 lutego 2014 na świat przyszła Melia Benzema, córka Karima i Chloé de Launay. W 2017 wziął ślub z modelką Corą Gaulthier. Mają syna – Ibrahima (ur. 25 maja 2017).
Sam uważa się za osobę nieśmiałą, szczególnie podczas udzielania wywiadów. Jego pierwszy trener stwierdził, że Benzema swoją skromnością przypomina mu Zidane’a. Przyjaźni się z Samirem Nasrim oraz Franckiem Ribérym.
Jednymi z jego ulubionych wykonawców muzycznych są raperzy Tupac Shakur i Rohff, z którym był na okładce 1336 wydania gazety L’Équipe. Wystąpił również w teledysku innego lubianego przez niego muzyka, Casusa Belli. Razem z Franckiem Ribérym promował francuską wersję FIFA 09. Benzema znalazł się na okładce kilku gier z tej serii (FIFA 10, FIFA 12, FIFA 13).
Jest praktykującym muzułmaninem.